# Les Quatre Saisons (conte)
Pour les articles homonymes, voir Les Quatre Saisons (homonymie).
Les Quatre Saisons est un conte musical imaginé par Lucien Adès adapté de l'œuvre homonyme d'Antonio Vivaldi

## L'histoire
Au tout début des temps, le souverain Soleil pense qu'un mari comblerait de bonheur la princesse Terre, désespérément seule et triste. Il invite alors quelques princes à sa cour, pensant que l'un d'eux saurait gagner le cœur de sa fille.
Seuls le Prince-Pêcher, seigneur du Printemps, le Prince-Cerise, seigneur de l'Été, le Prince-Érable, seigneur de l'Automne et le Prince-Sapin, seigneur de l'Hiver, répondent à l'invitation. Ils pressent alors la princesse Terre de dire lequel d'entre eux elle préfère. Ne sachant que répondre, elle leur suggère de fixer son choix après avoir passé une journée avec chacun d'eux.
À la fin du délai, la princesse Terre ne parvient pas à faire un choix et retourne voir son père. Le souverain Soleil comprend à ce moment-là qu'aucun des quatre princes ne pourrait entièrement la combler. Il décide alors de partager le temps de sa course en quatre parties que sa fille vivra avec chacun des quatre princes.

## Distribution (voix)
- Delphine Seyrig : la princesse Terre/Narratrice
- Jean-Paul Coquelin : le Soleil/le Prince-Érable
- Michel Derain : le Prince-Pêcher
- Jacques Fayet : le Prince-Cerise
- Jean-François Lucas : le Prince-Sapin